# セイヨウノダイコン

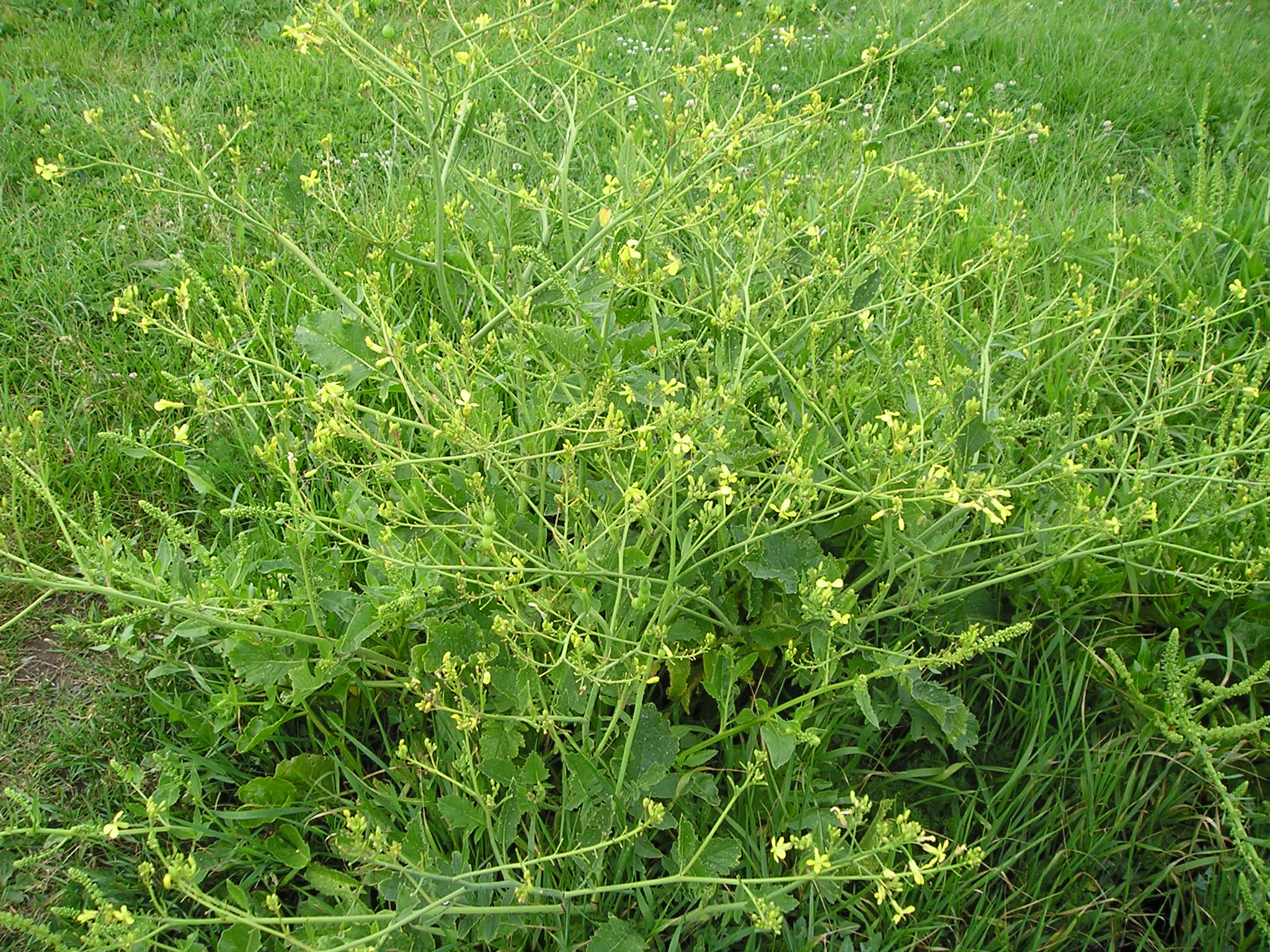
花と鞘を付けた植物

セイヨウノダイコン（西洋野大根、学名: Raphanus raphanistrum）は、アブラナ科の被子植物の一つである。食用のダイコン Raphanus sativus の祖先と主張されることがある。アジア（あるいは一部の権威によれば地中海）原産で、世界のほとんどの地域に帰化しており、多くの地域（例えばオーストラリア）において有害な侵入種と見なされている。素早く広がり、道端などでしばしば見られる。
種小名のraphanistrumはギリシャ語でダイコンを意味するραφανις（rhaphanis）から来ている。
アメリカ合衆国南東部では、薄黄色の種類が一般的であり、冬季には地面を埋め尽くすこともある。しばしば、シロガラシと間違われる。セイヨウノダイコンは様々な授粉媒介者、特に早春のミツバチにとっては花粉と花密の重要な供給源である。ヒメハナバチの一種Andrena agilissimaの雌は花粉と花密を得るためにこの植物をしばしば訪れる。
セイヨウノダイコンは一年生または二年生で生育し、4つの花弁を持つ30-40 mmの魅力的な花を付ける。花の色は通常は白色から紫色であるが、薄橙色から黄色の時もあり、多くの場合は単一の花弁内で色が微妙に変化する。セイヨウノダイコンは耐霜性があり、硬氷結でさえも開花を一時的に妨げるだけである。早春から晩夏に花を咲かせ、花は同じ地域の一部で見られるシーロケット（オニハマダイコン属植物）のものに非常に似ている。シーロケットはより薄く、非多肉性の茎と葉を持つため容易に区別することができる。セイヨウノダイコンは栽培種のダイコンのものと同様に一本の直根を持つ。
セイヨウノダイコンのゲノムは ~515 Mbと見積られている。ゲノムの約49%（254 Mb）の配列が決定されている。研究者らは過去にセイヨウノダイコンの全ゲノムの3倍化とそれに続く広範な遺伝子喪失によって、現存種のゲノムに ~38,000個の遺伝子が存在しているという証拠を見出した。